# Ziomkostwa w Austrii
Ziomkostwa w Austrii – organizacje społeczno-polityczne w Austrii powstałe na terenie Austrii, skupiające Niemców zbiegłych w obliczu nacierającej Armii Czerwonej lub wysiedlonych przymusowo na mocy układów poczdamskich z terenów które weszły w skład Polski, Czechosłowacji, Rumunii, Węgier i Jugosławii.
Organizacje ziomkostw połączyły się i tworzą organizację dachową Związek Niemieckich Staroaustriackich Ziomkostw w Austrii (niem. Verband der deutschen altösterreichischen Landsmannschaften in Österreich (VLÖ); do listopada 2014 nazywanego Związek Ziomkostw Folksdojczskich (etnicznie niemieckich) Austrii - Verband der Volksdeutschen Landsmannschaften Österreichs (VLÖ)).

## Oddziały
Obecnie na terenie Austrii działa ponad 8 różnego rodzaju ziomkostw:
- Sudetendeutsche Landsmannschaft in Österreich (Ziomkostwo Sudeckoniemieckie w Austrii)
- Donauschwäbische Arbeitsgemeinschaft (Dunajskoszwabska Wspólnota Robocza)
- Bundesverband der Siebenbürger Sachsen in Österreich (Federalny Związek Sasów siedmiogrodzkich w Austrii)
- Landsmannschaft der Buchenlanddeutschen in Österreich (Ziomkostwo Niemców bukowińskich w Austrii)
- Verband der Banater Schwaben Österreichs (Stowarzyszenie Szwabów banackich Austrii)
- Landsmannschaft der Deutsch-Untersteirer in Österreich (Ziomkostwo Dolnostyryjczyków niemieckich w Austrii)
- Karpatendeutsche Landsmannschaft in Österreich (Ziomkostwo Karpackoniemieckie w Austrii)
- Österreichischer Heimatbund Beskidenland (Austriacki Związek Ojczysty Ziemia Beskidzka)